# 北賽普勒斯
北賽普勒斯土耳其共和國（土耳其語：Kuzey Kıbrıs Türk Cumhuriyeti），通稱北塞浦路斯（土耳其語：Kuzey Kıbrıs），位於地中海東部的賽普勒斯島北部，是一個主權爭端地區及有限承認國家。北賽普勒斯是在1974年由賽普勒斯島上的土耳其人後裔宣佈獨立建國，政權控制了島上北邊約1/3面積的領土，但目前全世界只有土耳其承認北賽普勒斯的政權，在國際法上被認為是傀儡國家，近年因艾爾多安的影響擴大而面臨自由威脅。北賽普勒斯與島南的希臘裔政權皆佔有首都尼古西亞（土耳其語：Lefkoşa）部份範圍，因此雙方皆以該城作為首都，其中北塞浦路斯佔有的部分被称为北尼科西亚。
1974年，塞浦路斯發生政變，總統馬卡里奧斯三世被趕下台。土耳其以「希腊支持政變，違反協定」為由，派軍隊攻佔塞浦路斯島北部，導致塞浦路斯北部大部分希臘裔塞人被驅逐、南部土耳其裔塞人逃亡、塞浦路斯島被分割，最終導致北部於1983年單方面宣布獨立。
由於得不到承認，北塞浦路斯在經濟、政治和軍事上嚴重依賴土耳其的支持，土耳其在北塞浦路斯還有大量的駐軍，塞浦路斯共和國、歐盟以及國際社會都將其視為佔領軍。這種軍事存在已在聯合國安理會多項決議中受到譴責。
北塞浦路斯是一個半總統制民主共和國，其文化遺產受到多種影響，經濟以服務業為主。 經濟在2000年代和2010年代一直在增長，人均國民生產總值在2000年代增加了兩倍多，但由於塞浦路斯共和國正式關閉北塞浦路斯港口而受到國際禁運阻礙了經濟的發展。 官方語言是土耳其語，有獨特的當地方言，絕大多數人口為遜尼派穆斯林。北塞浦路斯是經濟合作組織、伊斯蘭合作組織、歐洲理事會議員大會以及突厥國家組織的觀察員國。

## 歷史

### 基督教勢力的建立
南北賽普勒斯之間複雜的政治與民族關係起源於非常久遠以前的時代。歷史上可以找到、關於此島最早的歷史記載，說明賽普勒斯是屬於亞述帝國的版圖之一，島上的民族屬於古代腓尼基人與希臘人族裔，並且在公元前58年時，成為當時羅馬帝國的一個行省。在賽普勒斯屬於羅馬帝國統治的時代，包括保羅、巴拿巴與馬可在內的幾位耶穌門徒都曾造訪過賽普勒斯島的居比路，保羅將基督教帶到該島上，而巴拿巴則建立了第一座賽普勒斯教會。因為此因素，賽普勒斯成為地中海地區最早開始信奉基督教的地區，而今日島上的希臘裔居民也都是信奉希臘正教，屬於基督教的一支。

### 伊斯蘭教和土耳其移民進入

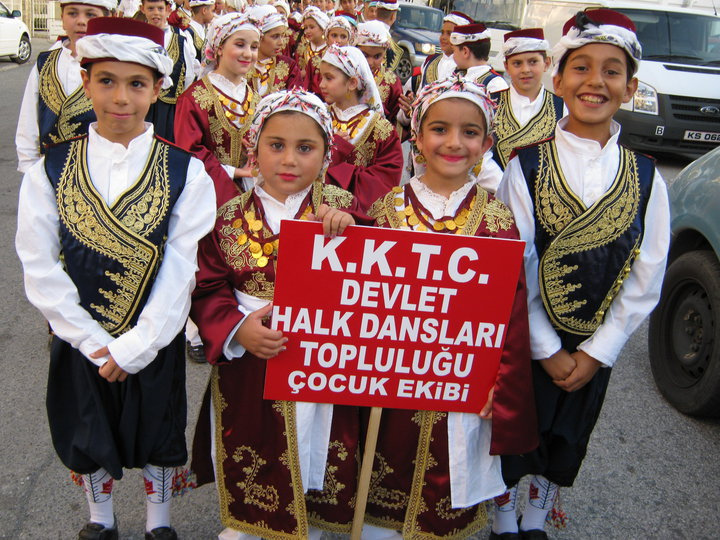
北賽普勒斯當地的兒童民俗舞者。

而另一方面，信奉伊斯蘭教的土耳其人則得到了16世紀以後才來到賽普勒斯島。1571年鄂圖曼帝國從當時擁有著賽普勒斯島的威尼斯共和國手中搶下此島的控制權，開始鼓勵土耳其士兵主動攜家帶眷移民到該地，新進入的土裔移民對於島上原本的希臘裔居民來說有很強烈的排擠效應，因而種下數百年後分裂狀況的伏筆。在17世紀鄂圖曼帝國最強盛的時代是移民潮的高峰，在這段期間島上的希臘正教教會是希臘族裔唯一的凝聚力量。

### 英國殖民時代
1878年時，為了防止帝俄勢力的南侵，奧斯曼帝國以賽普勒斯換取英國在俄土戰爭中對該國的支持，正式將該島的行政權轉移給英國，但是保留該島的宗主權。1925年英國與土耳其簽訂洛桑條約，賽普勒斯正式成為英國殖民地，而島上也有許多土耳其裔居民在此時搬遷回土耳其本土。在英國統治的期間，賽普勒斯島上的希臘居民一直在討論與爭取回歸希臘「祖國」的可能性，甚至組成極端右翼的賽普勒斯鬥士國家組織（Ethniki Organosis Kyprion Agoniston，EOKA，成立於1955年）進行地下抗爭活動。在EOKA組成後的四年間，他們持續地攻擊了許多屬於英國的設施目標，而英國當局也以保護土耳其裔居民的理由武力反擊。

### 南北隔離
相對於希臘裔居民的激進，島上的土耳其裔居民對於英國人的殖民統治異議較少，傾向支持維持這樣的現狀以求取安全保障。而為了減少治理上的困難，效法之前在英属印度因宗教而使用的印巴分治措施，英國在賽普勒斯島上導入了「隔離區」的概念，在島中央建立起一條分隔線將希裔與土裔人民隔開。族裔的劃分方式主要是以居民的信仰為主，成為主要是信仰希臘正教的南賽普勒斯，與主要是信仰伊斯蘭教的北賽普勒斯。

### 蘇黎世協定與獨立建國
1959年，在塞浦路斯島上的族群衝突升高到一個快無法收拾的頂點之後，各方開始在聯合國的斡旋下共商思考解決問題的可能。2月11日，希臘與土耳其先在瑞士蘇黎世簽訂關於解決賽普勒斯問題之原則性協定。2月19日，《蘇黎世協定》正式簽署，由英國片面決定賽普勒斯憲法的大綱，稍後才獲得希臘與土耳其雙方的認同，由英國擔任仲裁人的角色，希臘與土耳其作為監護人，三方共同監督和監察賽普勒斯。
蘇黎世協定包含下列重點：
- 在塞浦路斯島上建立一個獨立的主權國家。
- 無論是土耳其回歸（Taksim）還是希臘回歸（Enosis），這兩種主張在賽普勒斯都是禁止且違法的。
- 希臘與土耳其軍隊可以3比2的比例屯駐於賽島上，雙方的軍隊需同時對希臘、土耳其與賽普勒斯三方的外相負責。
- 島上的希臘裔居民與土耳其裔居民分開進行國家元首選舉，希臘部分選出的元首擔任賽普勒斯的總統，而土耳其部分選出的元首則擔任副總統的職務，共同治理國政。
- 賽普勒斯內閣需以七名由希臘裔總統指派，與三名由土耳其裔副總統指派的閣員共組。
- 任何國政上的決議都需獲得內閣絕對多數的意見才能通過，但是總統與副總統兩人都擁有議案的最後否決權。
- 英國仍然擔任賽普勒斯的擔保人，並且保有島上兩個軍事基地範圍內的領土主權。

1960年8月16日，賽普勒斯共和國正式建立。賽島上希裔族群的政治與經濟領導人，希臘正教大主教馬卡里奧斯三世（Archibishop Makarios）贏得第一次的大選，成為賽普勒斯首任總統。塞浦路斯在獨立建國後旋即於1961年加入聯合國，成為聯合國第99個會員國。

### 南北決裂

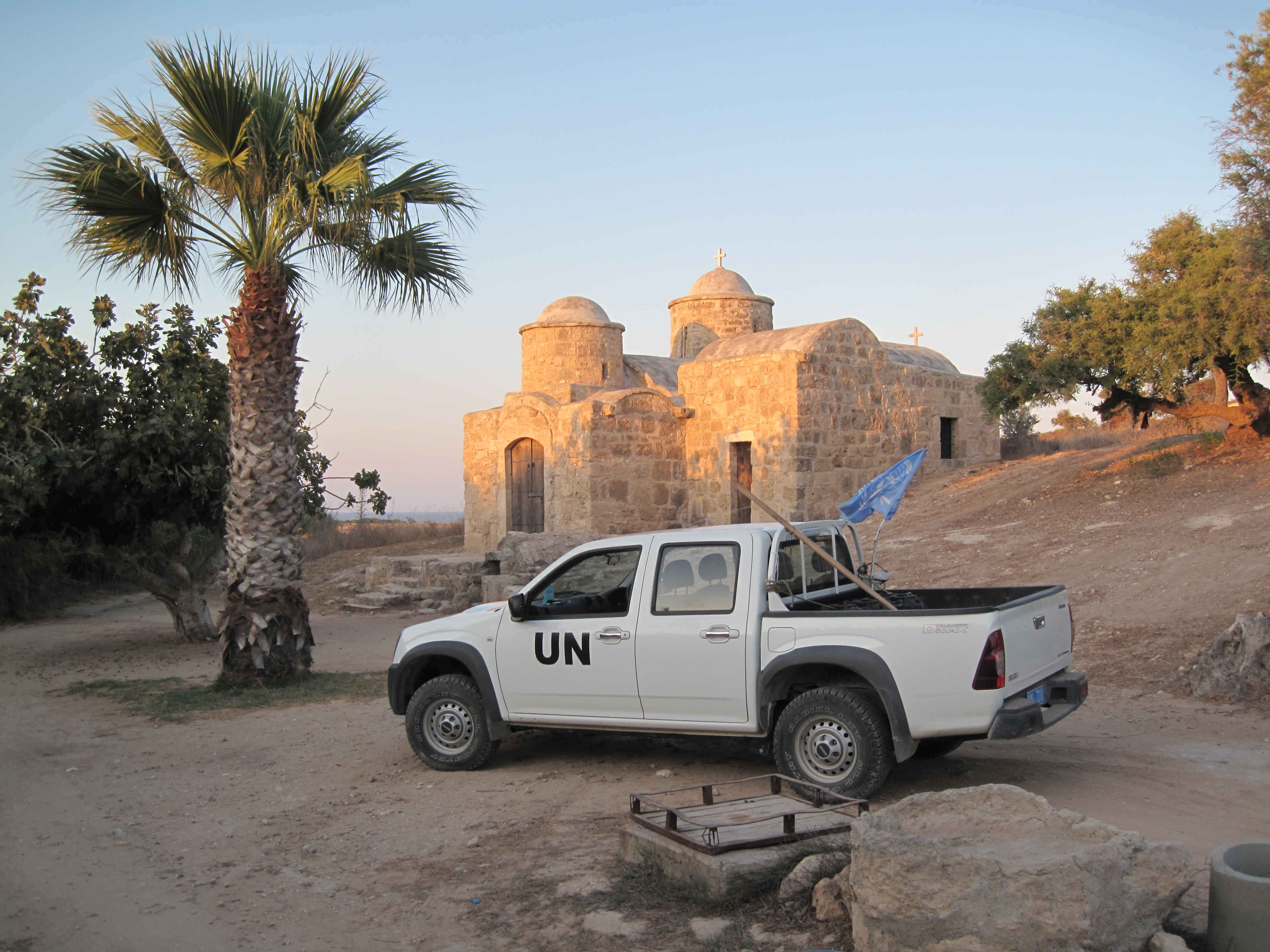
聯合國維和部隊的巡邏隊，攝於接近聖瑪麗娜 (北賽普勒斯)（Ayia Marina）附近的緩衝區。

然而，蘇黎世協定雖然促成了賽普勒斯的獨立，但卻沒有徹底解決紛爭。島上的希臘裔族群仍然抨擊複雜的憲法機制沒辦法反映希土兩族群在國家統治權上的比重，在當時的統計中，土耳其裔的居民僅佔全國20%不到的人口，因此希臘族群認為兩成不到的土耳其人卻擁有內閣決議中十席裡的三席代表，是英國人主導的憲法裡偏袒土耳其人的象徵。於是在1963年11月時，馬卡李奧總統進行了一連串憲法修正欲削減一部分土耳其人的政治特權，但卻遭到土裔人民的強烈反彈，並引起族群衝突，最後導致內閣裡的土裔閣員全部退出。1964年在賽普勒斯政府的求援之下聯合國維和部隊進駐賽普勒斯，同年，土耳其國會通過投票決定對賽普勒斯用兵確保島上土裔人民的安全，但卻在聯合國與北約的反對下被阻止（希臘與土耳其皆在1952年時就已加入北約）。而回應這情況，島上的希臘駐軍也全面撤離賽普勒斯，連原本屬於EOKA的地下勢力也一併被要求離開。

### 北賽普勒斯宣佈獨立

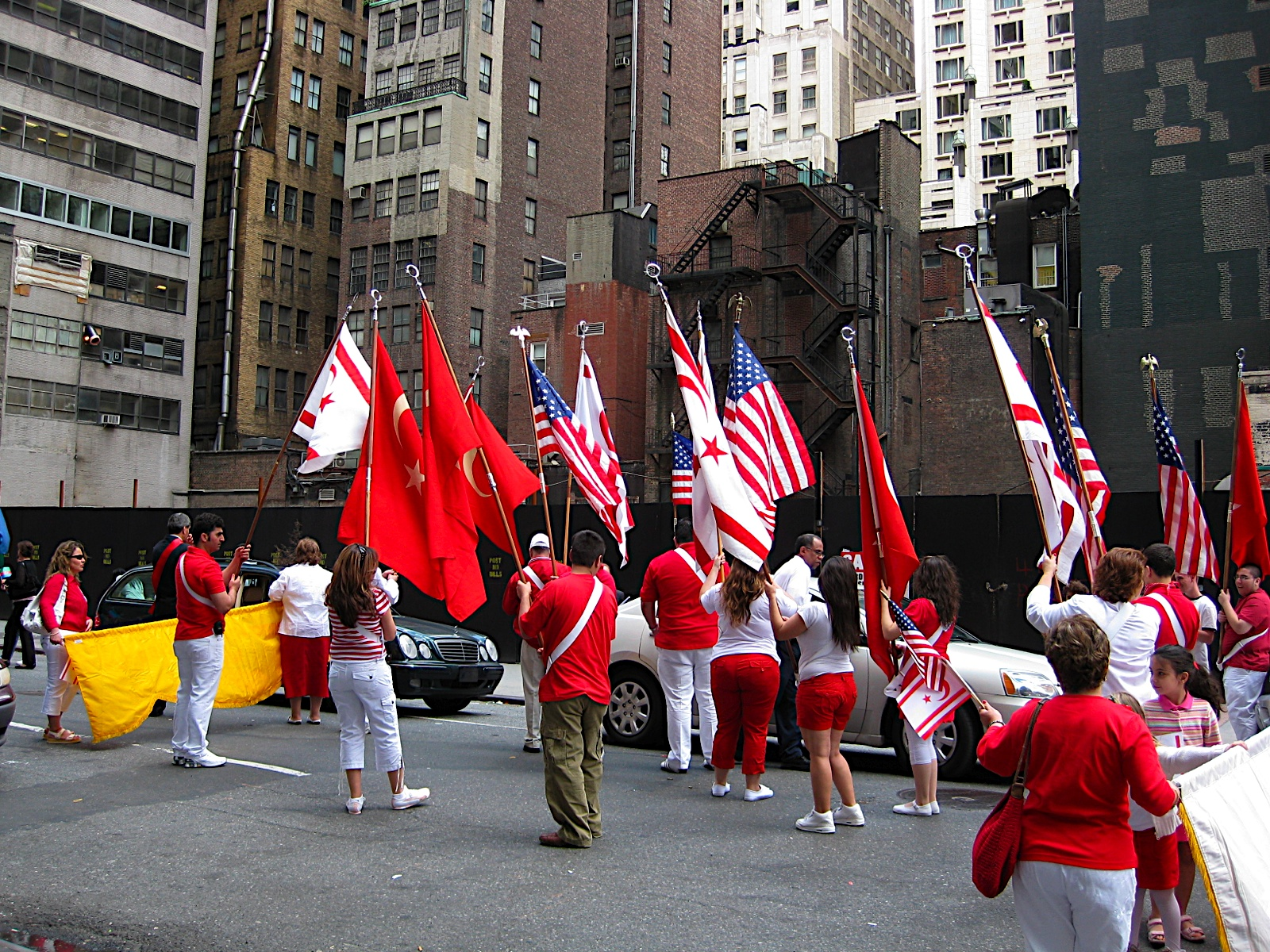
在美國紐約舉行的年度土耳其日（Turkish Day）遊行，遊行民眾同時舉著土耳其国旗、北賽普勒斯国旗與美國國旗。攝於2008年。

1974年7月，賽普勒斯中央政府發生一場由希臘軍事獨裁者暗中支持的軍事政變，想要利用這方式促成賽普勒斯回歸希臘。這場政變給了土耳其一個發兵的機會，土國政府以手上握有的擔保條約為由控告希臘方面違反約定，並於7月20日出兵賽普勒斯，在兩波攻勢之下佔領島上38%的領土。在衝突之中有大量原本居住在南賽境內的土耳其人逃往北賽普勒斯，同樣，也有一部分原居住在土耳其控制區域內的希臘人逃往島南，成為某種程度的種族與信仰純化運動，再次加深原本已經非常歧異的意識。
1975年由土耳其控制的北賽普勒斯片面宣佈成立塞浦路斯土耳其聯邦（Kıbrıs Türk Federe Devleti），该名称在1983年11月15日時更改為北賽普勒斯土耳其共和國。北賽普勒斯迄今為止尚未受到國際認可，只有土耳其承認其主權，但卻實際上擁有此島北半的實際統治權，在此狀況下土耳其並不承認賽普勒斯政府對於全島的主權，只稱呼塞浦路斯共和国政府「南賽普勒斯的希臘族政權」。相對之下，島南的賽普勒斯共和國仍然握有包括聯合國會員資格在內的國際認同，但是由於其國會之內缺乏土裔代表的參與，無法滿足當初國家憲法的規範，因此也不能完全代表整個賽普勒斯的立場。

### 安南計劃的失敗
為了解決賽普勒斯的分裂問題，長久以來以聯合國為代表的国际社会，皆一直想辦法在尋求解決之道。在聯合國秘书長科菲·安南的斡旋下，一個稱為「安南計畫」的公民投票表決在2004年4月24日實行。安南計畫提議將賽普勒斯北半與南半的領土以一種類似波斯尼亞和黑塞哥維那的邦聯制國家結構形式型態結合，組成賽普勒斯聯合共和國，然而，要通過這計畫順利改制，需要南北兩邊同時但分別舉行的公投都同意此提議才能成立。而實際上的投票結果是，北塞浦路斯的居民大致上接受安南計畫的方式，以64.9%的比例通過提案，但相反的南賽普勒斯的希臘族群卻強烈反對這提案，投下了高達75.83%的反對票，安南計畫終告失敗。希臘裔族群與塞浦路斯共和國政府之所以反對的理由，是認為安南計畫的內容延續了當初英國制定的憲法之精神，是傾向袒護土耳其人的權益，雖然聯合國與歐盟都對此結果表達遺憾，但基於人民自決的民主精神，仍必須接受目前的結果，另尋解決之道。

### 在歐盟內部的定位
而另一個與北塞普勒斯相關的國際問題，則是歐盟擴大範圍之後，北塞在歐盟之內的定位。名義上，整個賽普勒斯都在2004年5月1日之後，正式加入歐盟，屬於歐盟領土的一部分，但由於北賽普勒斯土耳其政府並不受國際社會的認同，因此只有南部的賽普勒斯共和國才是歐盟會員國，北部土耳其裔控制的北塞浦路斯土耳其共和国则不是。但相反的，根據歐盟的條例，北賽普勒斯境內的土耳其裔賽普勒斯人，只要是1974年時南北分裂之前的賽普勒斯國民與其後代，都有資格擁有歐盟護照，是歐盟人民的一份子，享有相關的權益。在北賽普勒斯，舊一代賽普勒斯人習慣自稱土耳其裔賽普勒斯人，雖信奉伊斯蘭教，但在生活中體現世俗化價值，與土耳其穆斯林有所差異。

## 政治

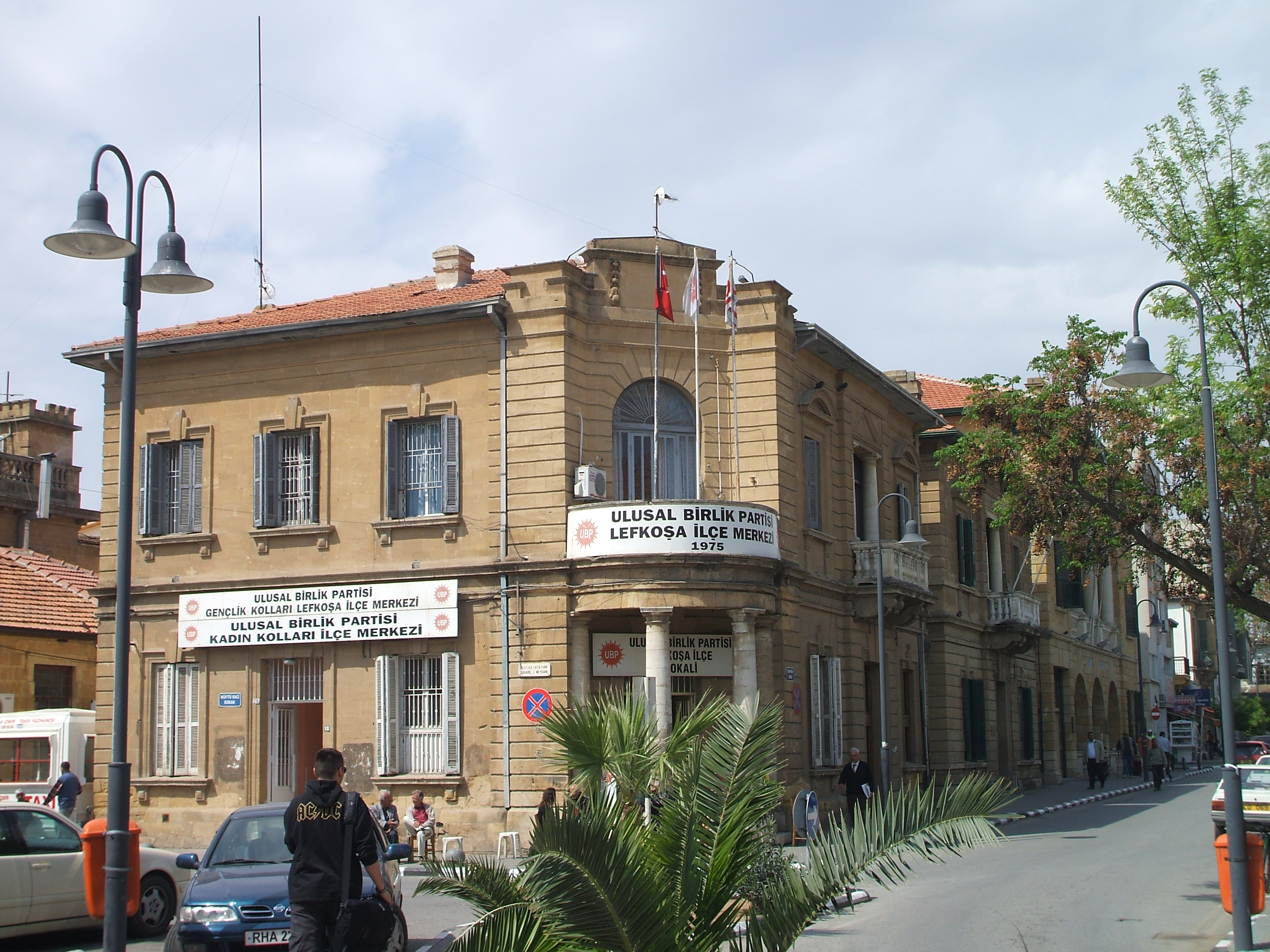
北賽普勒斯主要政黨——民族团结党的总部，位於首都尼古西亞土耳其區中央的阿塔圖爾克廣場旁。

北塞浦路斯土耳其共和国的國家元首为总统，政府由总理领导，采用多党制、半总統制的間接民主制共和国。行政权由政府行使，司法权独立于行政、立法。1974年「塞浦路斯土族邦」成立，1983年北塞浦路斯土耳其共和國成立，拉乌夫·登克塔什为首任总统，任至2005年退休。此后历任总统为麥赫邁特·阿里·塔拉特、德尔维什·埃尔奥卢、穆斯塔法·阿肯哲。2020年，埃尔辛·塔塔尔当选第五任总统並在同年10月23日就任。
总统为普选产生，候选人须中学以上教育文凭，30岁以上人士，得票率超过50%即可当选，任期5年。北塞浦路斯土耳其共和国采用多党制。民族团结党创建于1975年10月11日。除了1994-1996年期间外，该党从成立到2003年选举期间一直执政。
在2009年北塞浦路斯众议院的立法选举中，该党赢得了44%的选票和50个席位中的26个，组成了多数政府。总统候选人、前总理DervişEroğlu在北塞浦路斯总统选举时获得了（2005年4月17日）22.8%的选票。
从2016年到2018年初的选举，该党是民主党少数党政府的高级合作伙伴，其领导人侯赛因·奥兹古尔冈（Huseyin Ozgurgun）担任总理。此前，该党曾是土耳其共和党联合政府中的一个次要合作伙伴，在此之前，该党曾在2013年至2015年期间担任反对党。目前为北塞浦路斯执政党。

## 地理

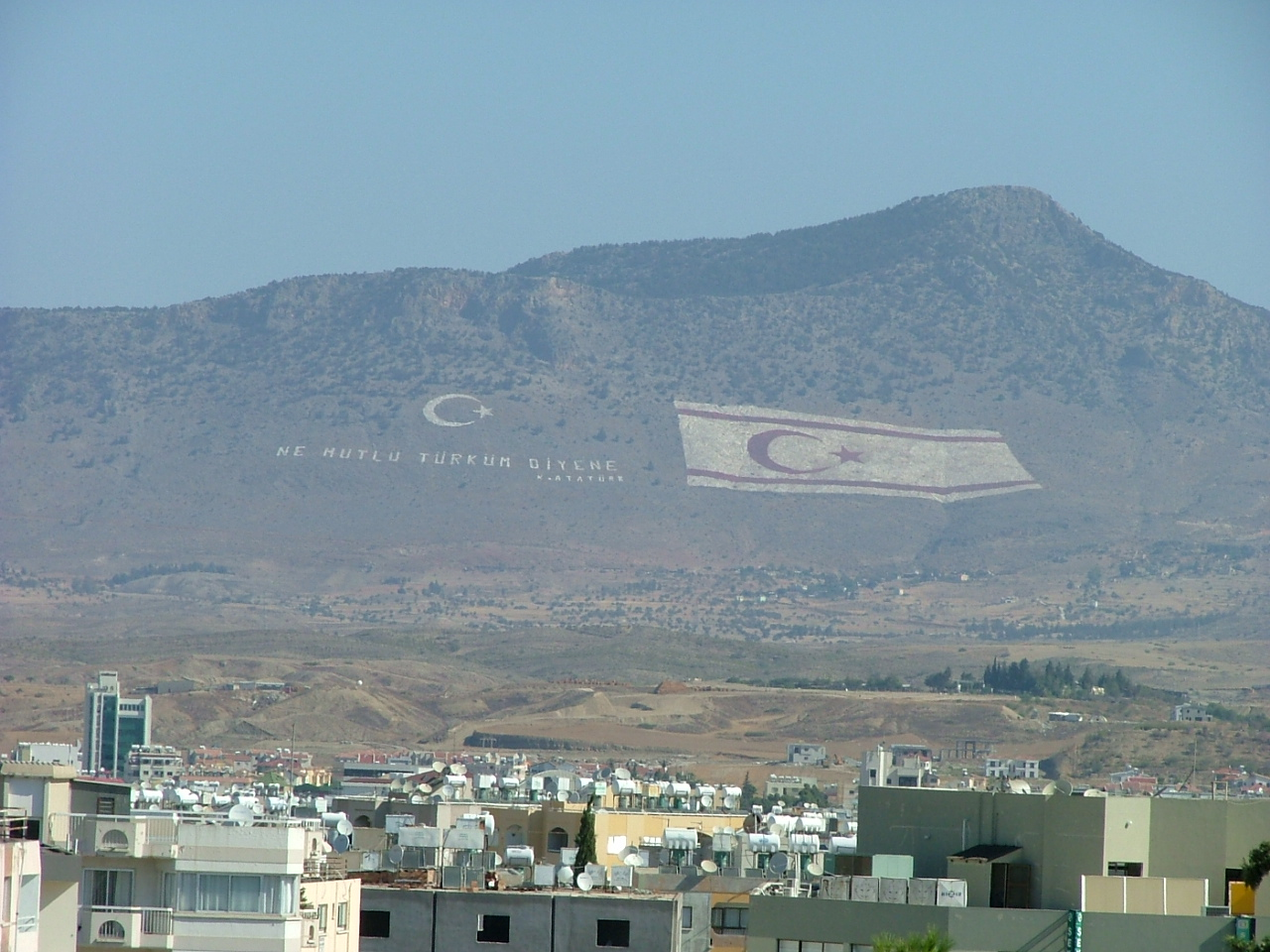
彭塔扎克蒂洛斯山上的北塞浦路斯国旗

北塞浦路斯位于塞浦路斯岛北部，国土多山脉和丘陵，最高点塞尔维利峰海拔1024米。属亚热带地中海型气候，夏季炎热干燥，平均气温28—35℃，冬季温和湿润，气温4—10℃。在塞浦路斯岛西北部，北塞浦路斯有一块飛地——科基纳。

## 外交
| 國家   | 承認日期       | 注釋               |
| ------ | -------------- | ------------------ |
| 土耳其 | 1983年11月15日 | 1983年11月15日建交 |

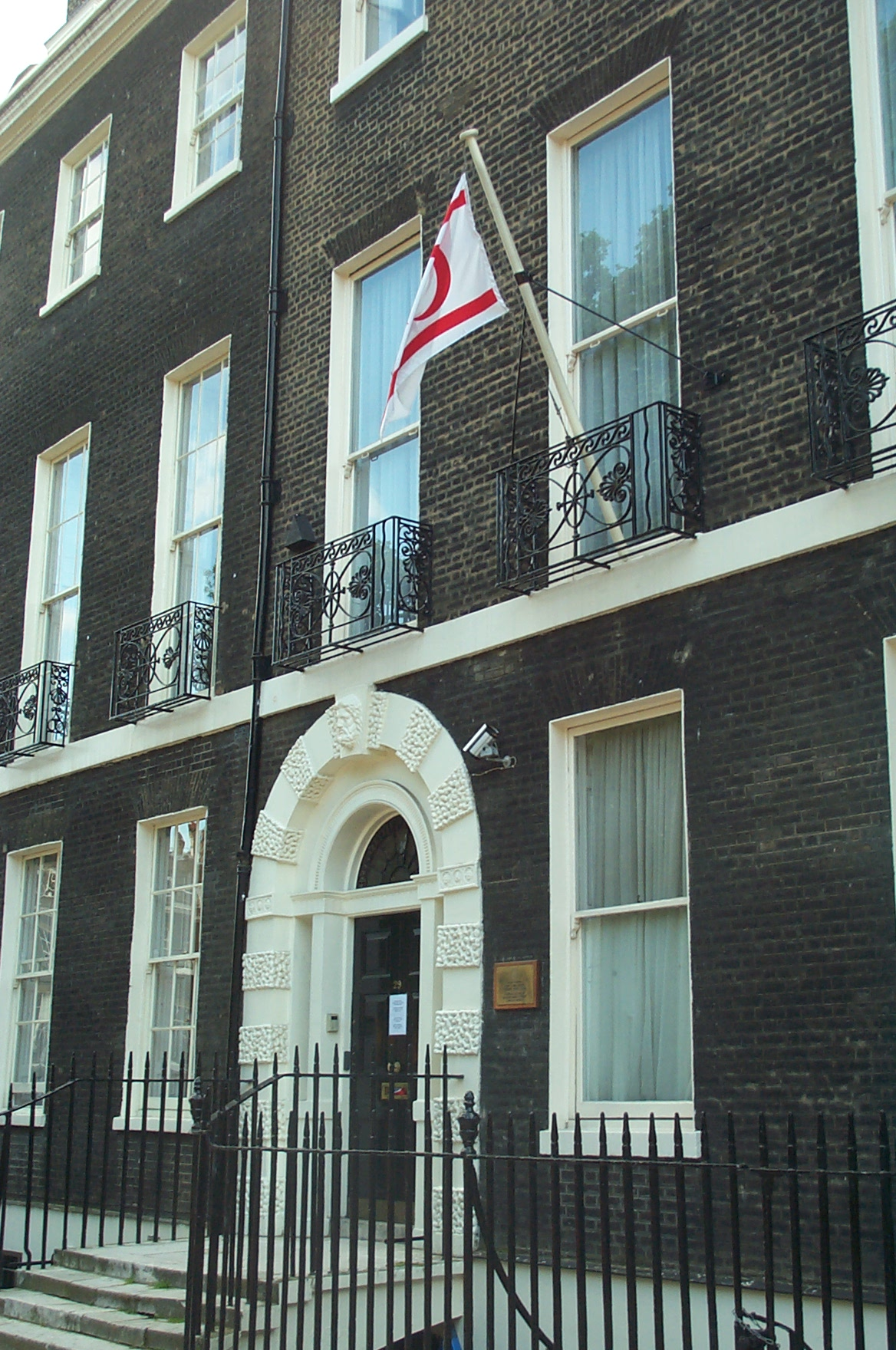
北塞浦路斯驻英国伦敦办事处

北塞浦路斯土耳其共和国目前只得到联合国会员国土耳其共和国的外交承认，并互设大使馆；阿塞拜疆共和国的自治共和国：纳希切万自治共和国较早前也宣佈承认了北塞浦路斯土耳其共和国，但未设立正式外交机构，亦不是主权国家。

### 纳希切万的承认
1993年10月，纳希切万最高议会发表了一项不具约束力的声明，承认了北塞浦路斯土耳其共和国为主权国家，并呼吁阿塞拜疆中央政府也这样跟进。但阿塞拜疆并没有效仿，因为阿塞拜疆政府认为，这极有可能促使南塞浦路斯（塞浦路斯共和国）和希腊报复性地承认纳戈尔诺-卡拉巴赫共和国这一由亚美尼亚暗中支持的、同为未被普遍承认的国家。

### 护照
几十年来，土族塞人一直在申请塞浦路斯签发的护照。塞浦路斯共和国的入境点关闭后，申请要么通过中间人，要么通过塞浦路斯驻其他国家的领事馆和大使馆。2001年之前的几年里，此类护照的申请数量每年增长10-15%，2001年更是大幅增长，2001年前8个月签发了817份护照，而2000年全年签发的只有448份。塞浦路斯共和国边境开放后，土族塞人开始排队申请塞浦路斯护照，他们前往塞浦路斯共和国并出示塞浦路斯血统证明。

## 軍事
北賽普勒斯的武裝部隊為北賽普勒斯安全部隊，人數約在9,000到15,000人之間，主要由18至40歲之間被徵召的北賽普勒斯公民組成。此外，島上亦駐紮有約17,500至30,000人的土耳其駐北賽普勒斯部隊。

## 行政区划

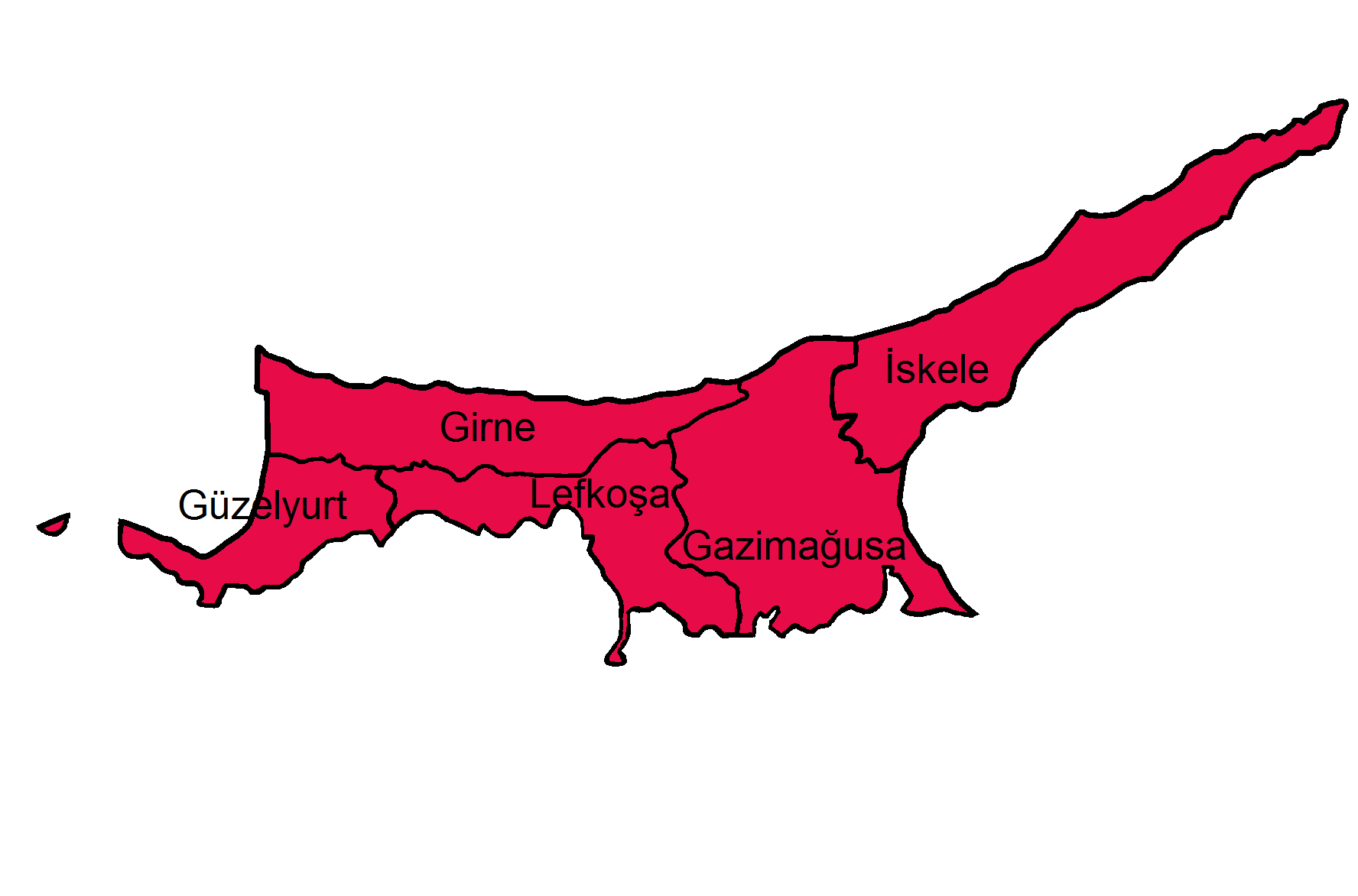
北塞浦路斯舊行政区划图

北塞浦路斯土耳其共和国共划分为6个区。
| İskele Gazimağusa Girne Lefkoşa Güzelyurt Lefke |

| 順序 | 行政区         | 土耳其語   | 所属国家   | 领土争议 |
| ---- | -------------- | ---------- | ---------- | -------- |
| 1    | 尼科西亚区     | Lefkoşa    | 北賽普勒斯 | 賽普勒斯 |
| 2    | 凱里尼亞區     | Girne      | 北賽普勒斯 | 賽普勒斯 |
| 3    | 伊斯凯莱区     | İskele     | 北賽普勒斯 | 賽普勒斯 |
| 4    | 居泽尔尤尔特区 | Güzelyurt  | 北賽普勒斯 | 賽普勒斯 |
| 5    | 莱夫卡区       | Lefke      | 北賽普勒斯 | 賽普勒斯 |
| 6    | 法馬古斯塔區   | Gazimağusa | 北賽普勒斯 | 賽普勒斯 |

## 文化

### 音乐
北塞浦路斯的民间音乐由丰富多样的当地音乐组成，受土耳其本土音乐的影响。从历史上看，它围绕着婚礼的传统而形成，这是当时土耳其人喜爱社交聚会。在北塞浦路斯，小提琴和高脚杯鼓被称为“darbuka”，土耳其唢呐和其他鼓在这些聚会中也被广泛使用，并且基于这种传统创作了大量传统歌曲。北塞浦路斯文化还融合了各种各样影响的民间舞蹈，包括karsilamas、çiftetelli和zeybek。
北塞浦路斯国家交响乐团自1975年以来一直活跃于北塞浦路斯的乐坛。在凯里尼亚Bellapais修道院举办的国际古典音乐节，被认为是古典音乐的重要平台。北尼科西亚拥有自己的尼科西亚市政管弦乐团，经常在公园和广场等地公开演出，也是一年一度的城墙爵士音乐节的举办地。Rüya Taner是北塞浦路斯著名钢琴家，曾获得国际赞誉。
北塞浦路斯的城镇定期组织节日活动，包括本地和国际歌手和乐队的表演。一些土耳其塞浦路斯歌手，如Ziynet Sali、IşınKaraca，在土耳其本土也一跃成名。北塞浦路斯乐队Sıla4制作了被认为对土耳其塞浦路斯人身份至关重要的音乐，并在土耳其获得了声誉。摇滚和流行音乐在北塞浦路斯也受到大众欢迎，重要的歌手和乐队包括SOS、Gara Limon和Fikri Karayel。

### 媒体
巴伊拉克广播电视公司（土耳其语：Bayrak Radyo Televizyon Kurumu，BRTK），是北塞浦路斯官方的广播电视媒体，创立于1963年12月25日。每天制作并播放新闻、体育、艺术、女性、讲座、教育、文化、娱乐等各类节目，现有两个电视频道，六个广播频率。

### 宗教
北賽普勒斯大部分是穆斯林，佔99％人口，剩餘的0.5％人口為正教會基督徒、0.5％為其他基督宗派基督徒及其他宗教信徒。

## 外部連結
- 北賽普勒斯總統府辦公室（页面存档备份，存于）（土耳其文）
- 北賽普勒斯新聞與討論區（德文）
- 北塞浦路斯土耳其共和國共和國大會（土耳其文）
- ViuTV《404不存在的國落》第10、11集介紹北塞浦路斯（页面存档备份，存于）（中文）